# Federació Salut Mental Catalunya
La Federació Salut Mental Catalunya (SMC) és una federació nascuda el 1996 i formada per una xarxa de més de 80 entitats de persones amb problemes de salut mental, les seves famílies, entorn de cura, professionals i amics. És un moviment social de representació, atenció i suport que potencia el model d’atenció comunitària i defensa els drets de les persones amb problemes de salut mental i les seves famílies per avançar cap a una societat més inclusiva i que garanteixi la igualtat d’oportunitats.
La Federació dona servei a les entitats federades i a la població en general, treballant per a la inclusió social d'aquest col·lectiu.

## Història
El 1996 es va crear la FECAFAMM (Federació catalana d'associacions de familiars i persones amb problemes de salut mental), amb l'objectiu d'acompanyar el col·lectiu de persones que conviuen amb problemes de salut mental. Posteriorment va canviar el nom per l'actual.
L’any 2007, la Federació SMC va impulsar la creació de la Fundació Privada Funamment, amb l’objectiu de promoure l’autonomia i la integració de les persones amb problemes de salut mental i donar suport a les seves famílies. La Fundació es va constituir  per dur a terme programes i serveis d’atenció i cura. El 2024 gestionava set clubs Socials arreu de Catalunya, feia atenció a domicili i gestionava habitatges. L’any 2013 la Fundació s'integrà en la marca Salut Mental Catalunya (SMC) i canvià el seu nom pel de Fundació Privada Salut Mental Catalunya.
L’any 2010, la Federació Salut Mental Catalunya va ser una de les entitats impulsores d’Obertament, l’associació catalana per a la lluita contra l'estigma i la discriminació de persones que conviuen amb problemes de salut mental. El 2015 la Federació SMC, la Federació Veus i la Generalitat de Catalunya van impulsar el projecte Activa’t per la salut mental per què persones amb problemes de salut mental i els seus familiars esdevinguin agents de salut actius en el seu propi procés de recuperació, i millorar així la seva qualitat de vida. Es tractava d’un projecte pilot per tal de comprovar l’eficàcia d’aquest programa amb l’objectiu d’incorporar-lo a la xarxa pública d’atenció catalana. El projecte va passar de pilot a programa consolidat, gestionat per l’agència Ivàlua, i està en procés d'esdevenir un servei de la cartera de serveis socials de la Generalitat de Catalunya.
El 2021 va ser una de les entitats impulsores de la Comissió d’Estudi de Salut Mental i Addiccions al Parlament de Catalunya. L’objectiu de la comissió és fer una diagnosi sobre les mesures que cal prendre per disminuir les desigualtats socials i territorials del col·lectiu, així com promoure els drets i la plena inclusió social i laboral d’aquestes persones.

## Premis i reconeixements
El Govern de Catalunya atorgà la Creu de Sant Jordi el 2014 a la Federació Salut Mental Catalunya "per la seva contribució a la millora de la qualitat de vida, la no-discriminació i la igualtat d'oportunitats de les persones amb problemes de salut mental, i pel suport a les seves famílies. La promoció de programes d'inserció social i laboral, l'impuls de la coordinació territorial o la promoció d'activitats culturals són, entre d'altes, iniciatives que promou la Federació per assolir els seus objectius".
El 2023 l'Institut de Drets Humans de Catalunya va atorgar el seu premi anual a SMC per la tasca en defensa dels drets de les persones amb problemes de salut mental que s'està duent a terme des de la Federació i el teixit associatiu arreu de Catalunya: “Fer visible la vulneració contribueix a acabar amb l'estigma i els prejudicis cap a la salut mental. És una qüestió clau, que s'ha d'abordar amb la perspectiva de drets que abandera la Federació Salut Mental Catalunya”.
Altres premis:
- 2023 — Premi Solidaritat de l'Institut de Drets Humans de Catalunya
- 2021 — Beca Carles Capdevila[12]
- 2021 — Medalla d'Honor de Barcelona
- 2019 — Premio Buenas Prácticas – Salud Mental España
- 2019 — Premi Ramon de Teserach[13]
- 2019 — Bones pràctiques Xarxa de suport a les famílies cuidadores de Tarragona
- 2018 — Premi Joaquim Bonal[14]
- 2017 — Premi Córrer per compromís de l'Institut Barcelona Esports (Ajuntament de Barcelona)
- 2017 — Premi Llegat Valldejuli[15]
- 2016 — Premi Córrer per compromís de l'Institut Barcelona Esports (Ajuntament de Barcelona)
- 2015 — Placa Josep Trueta[16]
- 2014 — Creu de Sant Jordi
- 2010 — Premi Buenas prácticas para la inclusión social del Ministerio de Sanidad y Seguridad Social i Cruz Roja Española
- 2010 — Premi Creu Roja
- 2005 — Placa President Macià